# Костомаровка (Акмолинская область)
Костомаровка (каз. Костомар) — село в Зерендинском районе Акмолинской области Казахстана. Входит в состав Исаковского сельского округа. Код КАТО — 115663400.

## География
Село расположено на юге района, в 30 км на юго-восток от центра района села Зеренда, в 6 км на северо-запад от центра сельского округа села Исаковка.

### Улицы[2]
- ул. Ильясова,
- ул. Бейбитшилик,
- ул. Достык,
- ул. Жана,
- ул. Женис,
- ул. Мектеп.

### Ближайшие населённые пункты
- село Исаковка в 6 км на юго-востоке,
- аул Богенбай би в 12 км на северо-западе,
- село Кызылегис в 14 км на северо-востоке,
- село Преображенка в 15 км на юго-западе.

## Население
В 1989 году население села составляло 451 человек (из них казахов 55%, русских 29%).
В 1999 году население села составляло 446 человек (209 мужчин и 237 женщин). По данным переписи 2009 года, в селе проживало 287 человек (143 мужчины и 144 женщины).
| Численность населения | Численность населения | Численность населения |
| 1989                  | 1999                  | 2009                  |
| --------------------- | --------------------- | --------------------- |
| 451                   | ↘446                  | ↘287                  |